# Sacosperma
Sacosperma là một chi thực vật có hoa trong họ Thiến thảo (Rubiaceae).

## Loài
Chi Sacosperma gồm các loài: